# Amtsgericht Dorsten

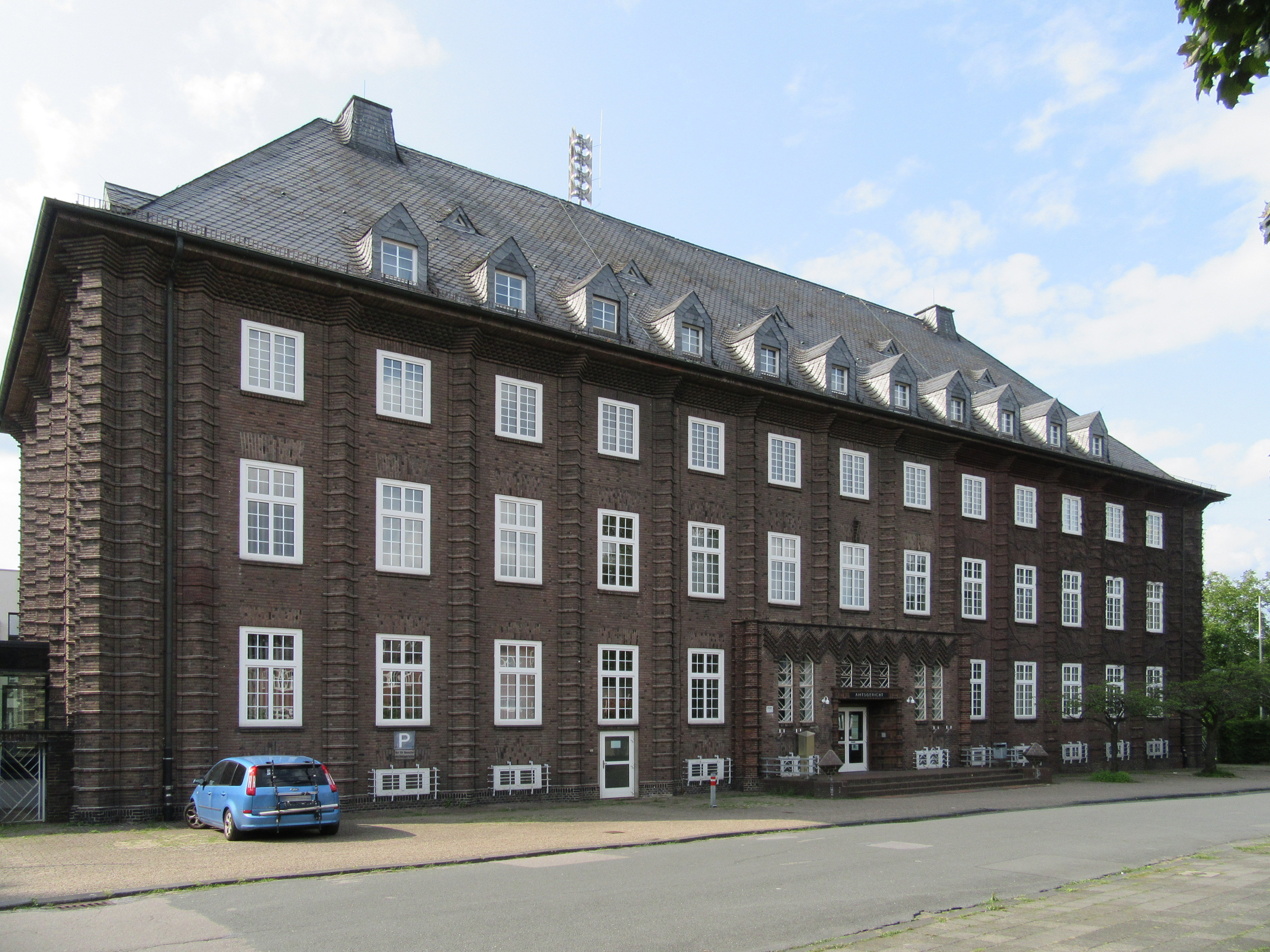
Amtsgericht Dorsten (2017)

Dorsten ist Sitz des Amtsgerichts Dorsten, das für die Stadt Dorsten im Kreis Recklinghausen zuständig ist. In dem 171 km² großen Gerichtsbezirk leben rund 79.000 Menschen. Ferner ist das Amtsgericht Dorsten für die Landwirtschaftssachen der Amtsgerichtsbezirke Bottrop, Dorsten, Gelsenkirchen, Gelsenkirchen-Buer, Gladbeck und Marl zuständig.

## Übergeordnete Gerichte
Das dem Amtsgericht Dorsten übergeordnete Landgericht ist das Landgericht Essen, das wiederum dem Oberlandesgericht Hamm untersteht.

## Geschichte
In Dorsten bestand seit 1851 das Kreisgericht Dorsten. Im Rahmen der Reichsjustizgesetze wurden 1879 reichsweit einheitlich Oberlandes-, Land- und Amtsgerichte gebildet. Das königlich preußische Amtsgericht Dorsten wurde mit Wirkung zum 1. Oktober 1879 als eines von 22 Amtsgerichten im Bezirk des Landgerichtes Münster im Bezirk des Oberlandesgericht Hamm gebildet. Der Sitz des Gerichts war die Stadt Dorsten. Sein Gerichtsbezirk umfasste aus dem Kreis Recklinghausen den Stadtbezirk Dorsten und die Ämter Kirchhellen, Lembeck, Marl und Altschermbeck. Am Gericht bestanden 1880 zwei Richterstellen. Das Amtsgericht war damit ein mittelgroßes Amtsgericht im Landgerichtsbezirk. Durch Gesetz vom 3. April 1888 wurde das Amtsgericht Dorsten dem Landgericht Essen zugeordnet.

## Richter
- Heitmann (1879–1888)
- Drecker (1887/88)
- Julius von Bönninghausen (1879–1888)[3]